# (2678) Aavasaksa
Pour l’article homonyme, voir Aavasaksa.
(2678) Aavasaksa est un astéroïde de la ceinture principale découvert le 24 février 1938 par l'astronome finlandais Yrjö Väisälä.
Il tient son nom d'Aavasaksa, une célèbre colline de Laponie utilisée comme point de mesure de la courbure terrestre au cours de l'expédition Maupertuis en 1736 – 1737.

## Compléments

## Référence
- (de) Cet article est partiellement ou en totalité issu de l’article de Wikipédia en allemand intitulé « Aavasaksa (Asteroid) » (voir la liste des auteurs).